# Александровка (Шевченковский район)
Алекса́ндровка (укр. Олекса́ндрівка) — село, 
Петропольский сельский совет,
Шевченковский район,
Харьковская область.
Код КОАТУУ — 6325785805. Население по переписи 2001 года составляет 170 (86/84 м/ж) человек.

## Географическое положение
Село Александровка находится в верховьях реки Средняя Балаклейка,
ниже по течению на расстоянии в 2,5 км расположено село Петрополье.
Река в этом месте пересыхает, на ней сделано несколько запруд.
На расстоянии в 1,5 км расположены сёла Гроза и Самарское.

## История
- 1893 — дата основания.

## Достопримечательности
- Братская могила советских воинов. Похоронено 145 воинов.

## Известные люди
- Павел Адамович Рослик — участник Второй мировой войны, Герой Советского Союза.